# Skogstorp, Haninge kommun
Skogstorp är en bebyggelse i Haninge kommun i Stockholms län. Skogstorp ligger i Västerhaninge socken, strax väster om Tungelsta. Orten räknades som småort från 2010 till 2020. Vid avgränsningen 2020 klassades bebyggelsen som en del av tätorten Västerhaninge.